# Trzech Króli (album)
Trzech Króli – album studyjny polskich raperów: Popka, Soboty i Matheo. Wydawnictwo ukazało się 24 marca 2017 roku nakładem opolskiej wytwórni muzycznej Step Records. Za produkcje wszystkich utworów odpowiada Mateusz "Matheo" Schmidt. Wśród gości na płycie znaleźli się: Piotrek Świderski, Dawidzior HTA oraz Rootzmans. Album był promowany singlami: „Nigdy nie mów nigdy”, „Z biegiem czasu”, „Co ode mnie chcesz”, „Czego sercu nie żal...”, „Dom” oraz „Bajka”, do których powstały teledyski.
Album dotarł do 5. miejsca polskiej listy przebojów - OLiS.

## Lista utworów
Opracowano na podstawie materiału źródłowego.
1. "Co ode mnie chcesz?"
2. "Tron pasuje mi"
3. "Oda do próżności"
4. "Dom"
5. "Czego sercu nie żal…" ft. Piotrek Świderski
6. "Na rozstaju dróg" ft. Dawidzior HTA
7. "Z biegiem czasu"
8. "Bajka" ft. Rootzmans
9. "Mój świat"
10. "Prawda czy fałsz"
11. "To co moje jest"
12. "Nigdy nie mów nigdy"
13. "Jeszcze jeden raz" (Bonus Track)
14. "Nigdy nie mów nigdy" (P.A.F.F. Remix)
15. "Bajka" (Melo.Kids Remix)
16. "To co moje jest" (SHIMZ Remix)
17. "Z biegiem czasu" (Doych Remix)